# 穿越101
《穿越101》（英語：Traversal 101）是一部2013年春節的台灣賀歲喜劇片，由公共電視台製作。

## 故事概要
上班族李子超整天做翻身致富的白日夢，因為幫助撿資源回收的婆婆，突然得到一個可以穿越時空的法寶。李子超有辦法利用穿越時空的機會發大財嗎？

## 播出時間

### 首播
| 頻道   | 所在地 | 首播日期      | 播出時間   |
| ------ | ------ | ------------- | ---------- |
| 公視   | 臺灣   | 2013年2月9日  | 週六 23:00 |
| 公視HD | 臺灣   | 2013年2月10日 | 週日 20:00 |

### 重播
| 頻道   | 所在地 | 首播日期      | 播出時間             |
| ------ | ------ | ------------- | -------------------- |
| 公視   | 臺灣   | 2013年2月10日 | 週日 01:30 13:30播出 |
| 公視HD | 臺灣   | 2013年2月11日 | 週一 02:30播出       |
| 公視   | 臺灣   | 2013年2月18日 | 週日 14:00播出       |
| 公視   | 臺灣   | 2013年2月23日 | 週日 13:00播出       |

## 角色介紹

### 主要角色
| 演員   | 角色   | 介紹                           |
| 陳漢典 | 李子超 | 上班族，李子威哥哥，小那老公。 |
| 納豆   | 李子威 | 穿越樂團主唱，李子超弟弟。     |
| JANET  | 小那   | 李子超妻子，學校英文老師。     |

### 特別演出
| 演員   | 角色                               | 介紹                       |
| 鍾鎮濤 | 石頭                               | 亞洲吉他之神，回收場老闆。 |
| 周遊   | 婆婆                               | 撿資源回收的婆婆。         |
| 張泰山 | 李先生、麵店老闆、郵差、便當店老闆 |                            |
| 朱約信 | 土地公                             | 福德祠土地公。             |
| 大支   | 土地公                             | 福德祠土地公。             |
| MATZKA | 土地公                             | 福德祠土地公。             |
| 侯怡君 | 蘿拉                               |                            |
| 馮光遠 | 吳總                               | 金川企業總經理。           |
| 馬西屏 | 播報員                             | PPTv 公視日報播報員。      |
| 楊烈   | 李順                               | 李子超與李子威的阿公。     |
| 潘麗麗 | 王彩霞                             | 李子超與李子威的阿嬤。     |
| 陳偉殷 | 公車乘客                           |                            |

### 友情客串
| 演員   | 角色     | 介紹              |
| 楊志良 | 公車司機 | 公車101路線司機。 |

### 其他角色
| 演員   | 角色           | 介紹                   |
| 林道遠 | 李子牛         | 李子超與李子威的爸爸。 |
| 阿喜   | 黃寶如         | 李子超與李子威的媽媽。 |
| 熊旅揚 | 穿越箱介紹旁白 |                        |
| 賈培德 | 廣播播報員     |                        |

## 音樂
| 主題   | 歌名                   | 作詞                         | 作曲                         | 編曲   | 原唱         | 演唱   | 歌詞改寫       |
| 片頭曲 | 你講話阿你             |                              | 施旅揚                       | 施旅揚 |              |        |                |
| 片尾曲 | 追趕跑跳碰             | 鄭國江                       | 鍾鎮濤                       |        | 溫拿樂隊     | 穿越   |                |
| 插曲   | 今夜不喝米酒           | 馮勃棣、蔡怡芬               | 李艾璇                       | 李艾璇 |              |        |                |
| 插曲   | 神啊救救我             | 易家揚                       | 包小柏                       | 洪敬堯 | 陳小春       |        | 馮勃棣、蔡怡芬 |
| 插曲   | 嵐を呼ぶ男             | 井上梅次                     | 大森盛太郎                   |        | 石原裕次郎   |        | 酒干倘賣無     |
| 插曲   | 人生的歌               | 李秉宗                       | 李秉宗                       | 陳飛午 | 黃乙玲       | 張玉霞 |                |
| 插曲   | 愛拚才會贏             | 陳百潭                       | 陳百潭                       |        | 葉啟田       |        |                |
| 插曲   | Holding Out for a Hero | Jim Steinman, Dean Pitchford | Jim Steinman, Dean Pitchford |        | Bonnie Tyler | 符瓊音 |                |

## 拍攝場景
- 台北市中山區美堤河濱公園
- 台北市士林區惠濟宮
- 東森電視
- 信維環保工程有限公司
- 台北市奎山學校
- 台北市自來水園區餐廳
- 台北市家樂福北投店
- 台北捷運公司
- 台北捷運關渡站
- 台北市士林區馬槽花藝村
- 國父紀念館
- 中正紀念堂自由廣場

## 特別感謝
- 陳樹菊、陳偉殷、黃裕翔、曾櫟騁、李惠仁
- 不老騎士：譚德玉、孫相春、王克嶺
- 景美女中拔河隊：郭昇（教練）、楊雅惠（隊員）、周渝芳（隊員）、黃怡瑾（隊員）、陳姿蓉（隊員）、應佳蕙（隊員）

## 外部連結
- 《穿越101》公視官方網站 （页面存档备份，存于）
- 公視『穿越101』的Facebook專頁（页面存档备份，存于）
- 互联网电影数据库（IMDb）上《穿越101》的资料（英文）